# Lophocereus
Lophocereus es un género de plantas suculentas perteneciente a la familia Cactaceae. Algunas de sus especies estaban incluidas en el género Pachycereus. Comprende 10 especies descritas.

## Descripción
Son cactus arbustivos, poco o muy ramificados desde la base, con 4-15 costillas pronunciadas. Tienen espinas variables según la especie. En verano, en los costados del tallo, en el pseudocefalio en L. schotti, brotan flores autoestériles tubulares de color rojizo, naranja, o verdoso, algunas veces amarillas. Cuenta con escamas por fuera. Las flores son polinizadas por insectos y murciélagos. Sus frutos son globosos rojos y sus semillas son negras y brillantes.

## Distribución y hábitat
El área de distribución nativa de este género se extiende desde México hasta el sur de Arizona, y el centro y sur de California, en Estados Unidos. Adicionalmente, ha sido introducida a otros países como España (especialmente en Canarias) y Camboya.
Crece en el desierto de Sonora, en llanuras aluviales, dunas y limos costeros, al pie de cerros rocosos, prefiriendo las áreas planas y las laderas más bajas, o en cañones rocosos, siempre en asociación con muchas cactáceas, bromelias y otras suculentas, desde el nivel del mar hasta los 600 m s. n. m. para L. schottii y los 2 500 para L. marginatus.

## Taxonomía
Fue descrito inicialmente como Cereus subg. Lophocereus por Alwin Berger y publicado en Annual Report of the Missouri Botanical Garden 16: 62–63, en 1905, actualmente, es tanto un sinónimo como el basónimo; y ulteriormente, sería elevado a género por Nathaniel Lord Britton y Joseph Nelson Rose y publicado en Contributions from the United States National Herbarium 12(10): 426, en 1909.

#### Etimología
Lophocereus: nombre genérico compuesto que deriva del griego antiguo lλοφος (lophos); "cresta" y se refiere a los brotes en los ápices del tallo de las plantas y el género Cereus, del latín cereus; "cirio, vela".

## Especies aceptadas
Comprende 3 especies aceptadas:
- Lophocereus gatesii M.E.Jones, 1934
- Lophocereus marginatus (DC.) S.Arias & Terrazas, 2009
- Lophocereus schottii (Engelm.) Britton & Rose, 1909

## Usos y aprovechamiento
Muy extendido su cultivo en huertos familiares, para retener la erosión y por sus frutos, y en jardines por su valor ornamental. 
Los frutos se consumen frescos o secos y se utilizan para elaborar salsas, helados y mermeladas. 
Los tallos sirven de forraje. Se usan como medicina para el dolor de oídos, diarreas, problemas de riñones y vejiga, úlceras, tumores, incluso para la cirrosis. También se utiliza para teñir cabellos y evitar su caída. 
Su madera se emplea en la construcción y plantados muy juntos sirven como cercas para corrales.